# فرانك هاوس
فرانك هاوس (بالإنجليزية: Frank House)‏ هو لاعب كرة قاعدة وسياسي أمريكي، ولد في 18 فبراير 1930 في بيسمير في الولايات المتحدة، وتوفي في 25 سبتمبر 2005 في برمنغهام في الولايات المتحدة. انتخب عضو مجلس نواب ألاباما.

## روابط خارجية
- فرانك هاوس على موقعبيزبول رفرنس.كوم (الدوري الرئيسي) (الإنجليزية)